# Amaral Furlan
Antônio Osvaldo do Amaral Furlan (Sertãozinho, 14 de abril de 1924 – Sertãozinho, 21 de julho de 1988) foi um advogado e político brasileiro radicado em São Paulo, estado que representou no Congresso Nacional.

## Biografia
Bacharel em Direito pela Universidade de São Paulo atuou como advogado até ser eleito vereador em sua cidade natal pelo PSD em 1947. Eleito suplente de deputado estadual em 1950, chegou a exercer o mandato em virtude de convocação e foi eleito em 1954 para ocupar um assento no legislativo paulista. Deputado federal nos pleitos de 1958 e 1962, buscou abrigo no MDB após o Regime Militar de 1964 sendo reeleito em 1966, todavia refluiu em sua postura oposicionista migrou para a ARENA e renovou seu mandato em 1970 e 1974. Ambientado em sua nova legenda foi escolhido senador biônico em 1978 na mesma convenção em que Paulo Maluf teve seu nome sacramentado como governador de São Paulo. Ao final do mandato passou a ocupar a vice-presidência do PDS no estado. Faleceu vítima de ataque cardíaco.